# Uttenreuth
Uttenreuth – miejscowość i gmina w Niemczech, w kraju związkowym Bawaria, w rejencji Środkowa Frankonia, w regionie Industrieregion Mittelfranken, w powiecie Erlangen-Höchstadt, siedziba wspólnoty administracyjnej Uttenreuth. Leży około 5 km na ws od centrum Erlangen, nad rzeką Schwabach.

## Dzielnice
W skład gminy wchodzą następujące dzielnice: 
- Uttenreuth
- Weiher

## Polityka
Rada gminy składa się z 17 członków:
|      | CSU | SPD | "Zieloni" | BG Uttenreuth/Weiher | Niezrzeszeni | Razem     |
| 2002 | 7   | 2   | 2         | 4                    | 2            | 17 miejsc |

### Współpraca
Miejscowość partnerska:
- Saint-Grégoire, Francja